# Twoo
Twoo ou Twoo.com foi uma plataforma de "descoberta social" - ou seja, de dating - lançada em 2011 pela Massive Media. Os usuários podiam criar perfis, fazer upload de fotos e conversar com outros usuários. Uma assinatura paga dava ao usuário acesso a mais recursos, como navegar de forma invisível e ver quem gostava do usuário ou quem lia as mensagens do usuário.  A plataforma será encerrada em 30 de junho de 2022.

## História
O site foi fundado e lançado em 2011 em Ghent, na Bélgica, por Toon Coppens e Lorenz Bogaert, que anteriormente fundaram o Netlog. 
O Twoo.com era de propriedade da Massive Media. Em dezembro de 2012, a Massive Media foi adquirida pela Meetic (InterActive Corp). 
Em 2013, o Twoo adquiriu o Stepout, um site de encontros que se tornou muito popular na Índia, tendo sido fundado em 2008 nos EUA como "Ignighter", focado em encontros de grupos.
O Twoo foi encerrado em 30 de junho de 2002, tendo os perfis dos usuários migrado para outra plataforma de dating, o Plenty of Fish. À data de 2024, ao visitar-se o endereço twoo.com, o visitante é convidado a se registrar no Plenty of Fish e no Azar (uma plataforma de dating baseada em troca de mensagens).

## Estatísticas
O Twoo em números (em dezembro de 2016): 
- 181 milhões de usuários
- 200 países
- 38 idiomas

## Crítica
De acordo com um relatório de 2013 do TechCrunch, o Twoo usou métodos questionáveis para obter novos registros de usuários, com reclamações de usuários sobre emails não solicitados da Twoo, Twoo messaging em todos os seus contatos e procedimentos de eliminação de contas pouco claros.  Em 2015, foi relatado que o Twoo estava criando contas a granel com base em um banco de dados de um serviço externo comprado pelo Twoo, oSpring.me, que não era um serviço de encontros on-line. 